# Чемпионат мира по лыжным видам спорта 2021 — эстафета 4×5 км (женщины)
Соревнования в эстафетной гонке 4 по 5 км среди женщин на чемпионате мира по лыжным видам спорта 2021 года в Оберстдорфе прошли 4 марта.
Чемпионом мира стала сборная Норвегии. Тереза Йохауг завоевала свою 13-ю золотую медаль и третью на этом чемпионате. Суммарно у Терезы стало 18 наград, она вышла на чистое второе место по этому показателю в истории чемпионатов мира по лыжным видам спорта во всех дисциплинах среди мужчин и женщин. Больше медалей только у Марит Бьёрген (26). Хейди Венг стала 5-кратной чемпионкой мира. 24-летняя Тириль Уднес Венг (троюродная сестра Хейди) и 19-летняя Хелене Мари Фоссесхолм стали чемпионками мира впервые. Российская команда, выступавшая под флагом ОКР, завоевала серебряные медали впервые с 2005 года. Бронзу в упорной борьбе на финише с американками выиграла сборная Финляндии. 

## Медалисты
| Золото                                                                             | Серебро                                                                | Бронза                                                                                 |
| Норвегия · Тириль Уднес Венг · Хейди Венг · Тереза Йохауг · Хелене Мари Фоссесхолм | Команда РСФ Яна Кирпиченко Юлия Ступак Татьяна Сорина Наталья Непряева | Финляндия · Ясми Йоэнсуу · Йоханна Матинтало · Риита-Лииса Ропонен · Криста Пярмякоски |

## Результаты
| Место | Номер | Страна      | Спортсменки                                                          | Время                                   | Отставание |
| ----- | ----- | ----------- | -------------------------------------------------------------------- | --------------------------------------- | ---------- |
| 1     | 2     | Норвегия    | Тириль Уднес Венг Хейди Венг Тереза Йохауг Хелене Мари Фоссесхолм    | 53:43.2 14:02.3 14:26.3 12:16.1 12:58.5 |            |
| 2     | 3     | Команда РСФ | Яна Кирпиченко Юлия Ступак Татьяна Сорина Наталья Непряева           | 54:09.8 14:02.9 14:28.3 12:33.3 13:05.3 | +26.6      |
| 3     | 6     | Финляндия   | Ясми Йоэнсуу Йоханна Матинтало Риита-Лииса Ропонен Криста Пярмякоски | 54:29.4 14:08.7 14:52.6 12:54.4 12:33.7 | +46.2      |
| 4     | 5     | США         | Хэйли Свирбул Сэйди Бьорнсен Рози Бреннан Джессика Диггинс           | 54:30.2 14:15.9 14:40.5 12:59.9 12:33.9 | +47.0      |
| 5     | 4     | Германия    | Лаура Гиммлер Катарина Хенниг Пия Финк Виктория Карл                 | 54:49.6 14:15.2 14:40.9 12:56.8 12:56.7 | +1:06.4    |
| 6     | 1     | Швеция      | Йонна Сундлинг Шарлотт Калла Эбба Андерссон Фрида Карлссон           | 55:43.2 14:14.3 15:53.3 12:37.1 12:58.5 | +2:00.0    |
| 7     | 7     | Швейцария   | Лаурин ван дер Граафф Надин Фендрих Лидия Хирникель Алина Майер      | 56:32.4 14:16.0 14:40.9 13:24.4 14:11.1 | +2:49.2    |
| 8     | 8     | Чехия       | Катерина Разимова Петра Новакова Катержина Янатова Петра Гинчицова   | 56:47.5 14:01.8 15:34.1 13:26.1 13:45.5 | +3:04.3    |
| 9     | 9     | Канада      | Кэтрин Стюарт-Джонс Дарья Битти Сандрин Браун Лора Леклер            | 57:25.3 14:08.2 15:22.6 13:14.5 14:40.0 | +3:42.1    |
| 10    | 11    | Япония      | Масаэ Цутия Масако Исида Мики Кодама Сиори Йокохама                  | 59:13.2 15:21.3 15:35.9 13:55.1 14:20.9 | +5:30.0    |
| 11    | 12    | Казахстан   | Дарья Ряжко Ирина Быкова Валерия Тюленева Ольга Мандрика             | Круг 16:10.3 16:37.2 13:53.1            | +9         |
| 12    | 10    | Польша      | Моника Скиндер Изабела Марциш Каролина Калета Каролина Кукучка       | Круг 16:07.4 16:13.4                    | +9         |
| 13    | 13    | Украина     | Юлия Кроль Валентина Каминская Марина Анцибор Виктория Олех          | Круг 15:59.4 17:14.5                    | +9         |
| 14    | 14    | Эстония     | Кайди Каасику Авели Уусталу Кейди Каасику Йоханна Удрас              | Круг 15:22.0 18:00.0                    | +9         |
| 15    | 15    | Литва       | Эгле Савицкайте Эмилия Бучите Ева Дайните Габия Бучите               | Круг 19:01.3                            | +9         |